# Пол Річчі
Пол Дж. Річчі (англ. Paul Ricci; 6 квітня 1914, Нью-Йорк – 24 січня 2001) — американський джазовий виконавець на кларнеті, саксофоні та флейті.

## Життя і творчість
У підлітовому періоді Річчі грав на кларнеті і саксофоні в різних місцевих розважальних залах.
На початку 1930-х років співпрацював з професійними музикантами, наприклад, з Луд Ґлускіном, Джо Геймсом, Бобом Говардом, Редом Маккензі, Редом Ніколсом, Адріаном Ролліні та Джо Венуті. Із Джо Геймсом здійснив кілька записів: у 1933 році на студії Columbia Records, у 1935 – на звукостудії The California Ramblers.
У 1938 році він створив тріо Three's a Crowd з Джеррі Сірсом (фортепіано) та Карлом Крессом (гітара). Разом вони зробили кілька записів для студії Bluebird Records.
У 1940 – 1960 роках він часто працював у якости сесійного музики у компаніях NBC, Paramount Records та Universal, де записав численні треки до кінофільмів. Серед його пізніших колаборацій з іншими музикантами були виступи із Янком Ловсоном, Боббі Гакеттом, Русом Кейсом, Бредом Ґовансом, Джеррі Джеромом, Гербі Філдсом, Лакі Мілліндером, Діном Кінкейдом, Бобом Кросбі, Джиммі Дорсі, Джеррі Ґрейом, Біллі Баттерфілдом, Енохом Лайтом, Біллі Голідейом. Також Пол Річчі здійснив концерти з біґ-бендами Діззі Ґіллеспі та Бенні Ґудмена.
Між 1933 та 1997 роками він взяв участь у 147 сеансах студійного звукозапису.
Помер 24 січня 2001 року.